# Ключики (Куртамиський округ)
Клю́чики (рос. Ключики) — присілок у складі Куртамиського округу Курганської області, Росія.
Населення — 177 осіб (2010, 294 у 2002).
Національний склад станом на 2002 рік:
- росіяни — 99 %